# Paul Béranger (homme politique)
Pour les articles homonymes, voir Paul Béranger et Béranger.
Paul Béranger, né le 10 mai 1834 à Saint-Quentin (Aisne) et mort le 7 août 1886 à Paris, est un homme politique français.

## Biographie
Avoué à Saint-Quentin, il prend la suite de son père en 1869. Conseiller municipal de Saint-Quentin en 1869, il est adjoint au maire en 1881. Il est député de l'Aisne de 1885 à 1886, siégeant à gauche.

## Sources
- « Paul Béranger (homme politique) », dans Adolphe Robert et Gaston Cougny, Dictionnaire des parlementaires français, Edgar Bourloton, 1889-1891 [détail de l’édition]